# Щербатов, Андрей Николаевич
Князь Андре́й Никола́евич Щерба́тов (31 мая [11 июня] 1728 — 2 [14] апреля 1810, Санкт-Петербург) — действительный тайный советник, сенатор, генерал-провиантмейстер.
Сын статского советника князя Николая Петровича Щербатова († 1758) от его брака с Анной Васильевной Шереметевой († 1764). По матери внук  генерал-майора В. П. Шереметева.

## Биография
Родился 31 мая (11 июня) 1728 года. Воспитывался в родительском доме. В 1742 году поступил на службу в лейб-гвардии Измайловский полк; капрал (1747), каптенармус и сержант (1751). В 1756 году был отправлен в Париж курьером. В 1758 году был произведён гвардии прапорщиком и в этом же году подпоручиком. Поручик (1761). Штабс-капитан, определён флигель-адъютантом к фельдмаршалу графу Разумовскому (1762). В 1764 году был произведён в обер-кригскомиссары.
В первую Турецкую войну в кампании (1769—1770) по доброй воле находился во многих делах, при каждом случае отличаясь усердием и храбростью, особенно же отличился он в бою при взятии Хотыни (1769), под командой графа П. А. Румянцева участвовал в сражении при Долиняке и в сражениях при Ларге и Кагуле (1770). Пожалован в бригадиры (1771) и состоял при провиантской комиссии, снабжавшей первую армию и в том же году по старшинству произведен в генерал-майоры.

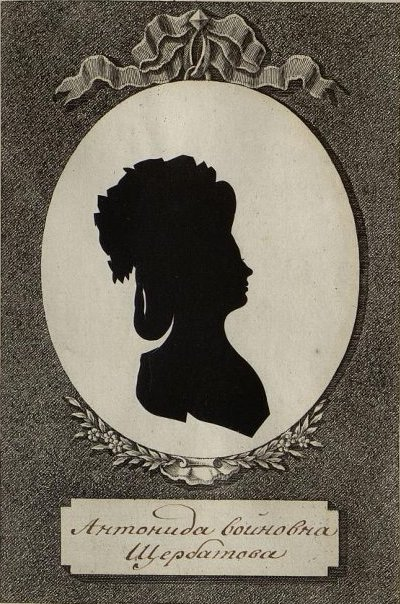
«Антонина Воиновна Щербатова», 1782 г.

Ему была поручена провиантская комиссия для продовольствия российских войск, действовавших в Польше, до окончания войны. Здесь  Щербатов смог завоевать уважение короля Станислава-Августа, от которого он получил орден Святого Станислава. В 1776 году определён генерал-провиантмейстером. Управляя этой частью, он с усердие и заботливостью безостановочно снабжал войско продовольствием, подряды производил осторожно и выгодно и сделал казне значительные приращения. Тогда же Щербатов устроил в Петербурге запасные хлебные магазины, которые императрица Екатерина Великая учредила в пособие бедным и для удержания повышения цен на хлеб.
По соизволению императрицы получил от польского короля орден Белого Орла (1778), а в следующем году по старшинству произведён в генерал-поручики. В 1783 году был уволен от должности генерал-провиантмейстера с назначением присутствовать в Сенате. В качестве сенатора он обозревал во Владимирском, Костромском и Ярославском наместничествах присутственные места, течение дел и сохранение установленного порядка и замечания свои представил императрице (1784).
В 1795 году был поизведён в действительные тайные советники, а через год пожалован орденом Святого Александра Невского (28.06.1796). Дежурил при гробе императрицы Екатерины II (18 ноября 1796). В 1799 году по указу Сената, ему вместе с князем Г. С. Волконским ему было поручено произвести ревизию в С.-Петербурге всех коллегий, канцелярий, банков, контор и таможен. Уволен от службы в 1800 году.
Проживал безвыездно в Петербурге, где и умер 2 (14) апреля 1810 год; похоронен на Лазаревском кладбище Александро-Невской лавры.

## Семья

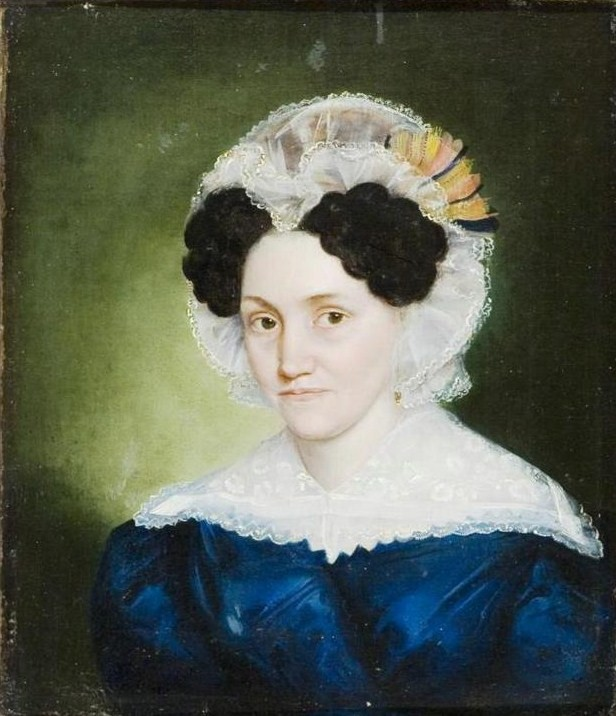
Анна Андреевна Блудова

Жена — Антонина Воиновна Яворская (1756—07.09.1812), отличалась замечательной красотой и в свое время занимавшей видное место в светских кругах столицы.  Согласно воспоминаниям князя И. М. Долгорукова, «Щербатов любил жену свою страстно и, будучи гораздо её старее, баловал её, не смея ей слова сказать вопреки», она же «была молодая еще женщина и полячка, прекрасная собой, ловкая и видная дама, но гордый характер её и неограниченное своенравие портили прочие её хорошие качества. Около себя она всегда собирала круг мужчин среднего возраста, из которых одни занимали мужа её картами и шашками, ибо до последнего он был охотник, а прочие за ней волочились и жертвовали её прелестям свои восторги. В эту западню попал и барон А. Н. Строганов, с которым у неё была интрига; и поистине надобно было ей простить сию преступную любовь, потому что муж её был стар и неприятен, что она ни сердца, ни чувств делить с ним без отвращения не могла».
В браке имела детей:
- Анна Андреевна (1777—1848) — фрейлина двора, замужем (с 28 апреля 1812 года) за графом Д. Н. Блудовым.
- Варвара Андреевна (27.08.1778[2]—08.09.1778) — крестница сестры Анны.
- Дарья Андреевна (29.11.1779[3]—19.06.1799) — крестница сестры Анны, похоронена на Волковском кладбище[4].
- Анастасия Андреевна (15.07.1780[5]— ?) — крестница сестры Анны.
- Александр Андреевич
- Варвара Андреевна (01.08.1785[6]— ?) — крещена (07 августа 1785) в церкви Владимирской Пресвятой Богородицы, что в Придворных слобода, при восприемстве брата Александра и княжны Е. П. Щербатовой.
- Мария Андреевна (02.07.1791[7]—после 1852) — крестница сестры Анны, замужем (с 30 января 1816 года) за своим двоюродным племянником камер-юнкером Александром Александровичем Поликарповым (1789—1840). По словам современников, в молодости была красавицей (прозванная «la belle Рolonaise»)[8], всегда нарядная и гораздо важнее с виду, чем её сестра.
- Николай Андреевич (20.11.1795[9]—17.09.1800) — крестник сестры Анны, похоронен на Волковском кладбище[4].